# FC Sioni Bolnisi
El FC Sioni Bolnisi (en georgiano: საფეხბურთო კლუბი სიონი ბოლნისი) es un club de fútbol de Georgia, con sede en la ciudad de Bolnisi. El club fue fundado en 1936. Su principal actividad es el fútbol.
Después de muchos años de alternar las divisiones más bajas del fútbol de Georgia, entre 1990 y 1995, Sioni logró el ascenso a la Umaglesi Liga, para le temporada de 1995/96, y desde ese momento ha participado ininterrumpidamente de la misma. En la temporada de 2003/04, Sioni y WIT Georgia compartieron la primera posición al terminar la liga, y el campeón fue decidido en un partido a modo de final. En el mismo, WIT triunfó por 2-0. A pesar de haber quedado en la segunda posición, por los incidentes ocurridos durante el partido, la UEFA decidió no permitir al Sioni participar en la subsiguiente Copa UEFA.
Igualmente, en 2005/06, Sioni ganó la liga y pudo representar a Georgia en la Liga de Campeones de la UEFA 2006-07, donde lograron vencer al FK Baku, de Azerbaiyán, en la primera ronda clasificatoria con un triunfo por 2-0 como local y una derrota de 1-0 como visitante (2-1 a favor en el global), pero fueron eliminados por Levski Sofia, el campeón Búlgaro, con derrotas de 2-0 tanto de local, como de visitante

## Palmarés
- Umaglesi Liga: 2005/06
- Finalista de Copa: 2002/03
- Pirveli Liga: 1995

## Participación en competiciones de la UEFA
| Temporada | Competición           | Ronda            | Rival            | Casa | Visita |
| --------- | --------------------- | ---------------- | ---------------- | ---- | ------ |
| 2003–04   | UEFA Cup              | Clasificatoria   | FK Púchov        | 0–3  | 0–3    |
| 2006–07   | UEFA Champions League | Clasificatoria 1 | FC Bakú          | 2–0  | 0–1    |
| 2006–07   | UEFA Champions League | Clasificatoria 2 | PFC Levski Sofia | 0–2  | 0–2    |
| 2014–15   | UEFA Europa League    | Clasificatoria 1 | Flamurtari Vlorë | 2–3  | 2–1    |

## Asistencia promedio
| Temporada | Promedio de asistencia |
| 2004/05   | 769                    |
| 2003/04   | 1.770                  |
| 2002/03   | 1.138                  |
| 2001/02   | 1.280                  |
| --------- | ---------------------- |

## Jugadores

### Jugadores Famosos
- Mikheil Khutsishvili